# Zilver-103
Zilver-103 of 103Ag is een radioactieve isotoop van zilver. De isotoop komt van nature niet op Aarde voor.
Zilver-103 ontstaat onder meer bij het radioactief verval van cadmium-103.

## Radioactief verval
Zilver-103 vervalt door β+-verval tot de radio-isotoop palladium-103:
{\displaystyle {\ce {{^{103}_{47}Ag}->{^{103}_{46}Pd}+{e^{+}}+{\nu }_{e}}}}
De halveringstijd bedraagt ongeveer 1 uur.
92Ag · 93Ag · 94Ag · 94m1Ag · 94m2Ag · 95Ag · 95m1Ag · 95m2Ag · 95m3Ag · 96Ag · 96m1Ag · 96m2Ag · 97Ag · 97mAg · 98Ag · 98mAg · 99Ag · 99mAg · 100Ag · 100mAg · 101Ag · 101mAg · 102Ag · 102mAg · 103Ag · 103mAg · 104Ag · 104mAg · 105Ag · 105mAg · 106Ag · 106mAg · 107Ag · 107mAg · 108Ag · 108mAg · 109Ag · 109mAg · 110Ag · 110m1Ag · 110m2Ag · 111Ag · 111mAg · 112Ag · 113Ag · 113mAg · 114Ag · 114mAg · 115Ag · 115mAg · 116Ag · 116mAg · 117Ag · 117mAg · 118Ag · 118m1Ag · 118m2Ag · 118m3Ag · 119Ag · 119mAg · 120Ag · 120mAg · 121Ag · 122Ag · 122mAg · 123Ag · 124Ag · 124mAg · 125Ag · 126Ag · 127Ag · 128Ag · 129Ag · 129mAg · 130Ag · 131Ag · 132Ag